# Allegra Versace
Allegra Beck Versace (ur. 30 czerwca 1986 w Mediolanie) – multimilionerka, córka modela Paula Becka i projektantki mody Donatelli Versace, starsza siostra Daniela Versace.
Była ulubienicą swojego wujka Gianniego Versace (1946–1997), projektanta mody, który w wieku 50 lat został zastrzelony w Miami Beach (Allegra miała wówczas 11 lat). Zostawił on testament, w którym zapisał 50% udziałów w swoim przedsiębiorstwie ulubionej siostrzenicy, gdy tylko ta osiągnie pełnoletność. Allegra ma również możliwość podejmowania ostatecznych decyzji w sprawie sprzedaży, jak i w poszczególnych liniach odzieży marki Versace.
Jest absolwentką The British School of Milan. Studiowała na Uniwersytecie Brown w Rhode Island i Uniwersytecie Kalifornijskim.
W marcu 2007 jej matka potwierdziła informacje, że córka jest od wielu lat chora na anoreksję.